# نبرد ماگنزیا
نبرد مگنزیا (Battle of Magnesia) نبردی است از سلسله نبردهای سوریه و نبردهای میان سلوکیان و رومی‌ها در نزدیکی منطقهٔ ماگنزیا در آسیای کوچک در سال ۱۹۰ پیش از میلاد که با پیروزی رومیان پایان پذیرفت.

## سرآغاز

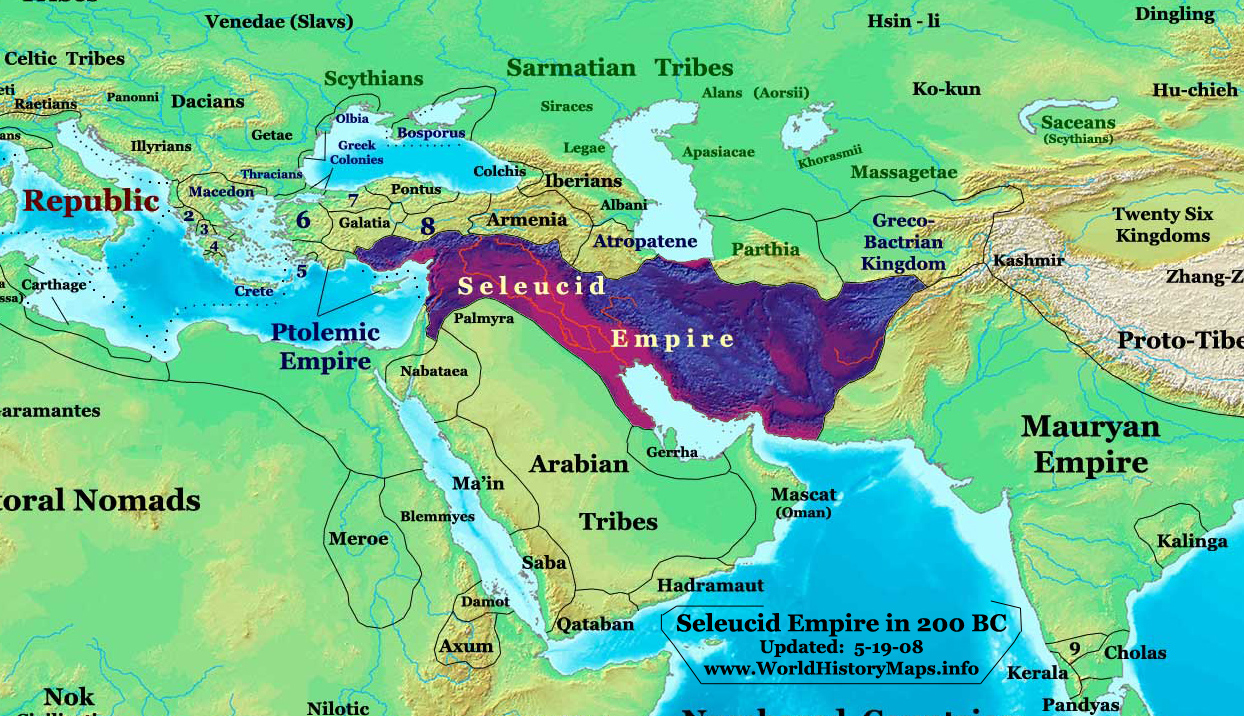
امپراتوری سلوکی در ۲۰۰ پیش از میلاد، (پیش از توسعه در یونان و آناتولی)

رومی‌ها نفوذ به آسیای کوچک را آغازیده بودند. برهمین اساس در سال ۱۹۱ پیش از میلاد نبرد داردانل (the Battle of Thermopylae) با سلوکیان انجام گرفت که با پیروزی رومی‌ها خاتمه یافته، باعث سقوط منطقهٔ داردانل شد. این امر باعث شد که آنتیوخوس سوم نبرد نوینی با رومیان را پیش‌بینی کرده، برای دفاع از سارد آمادهٔ جنگ شود.

## نبرد
نبرد میان آنتیوخوس سوم و رومیان در منطقهٔ ماگنزیا انجام شد و با پیروزی رومیان به پایان رسید. آنتوخوس در این نبرد با سپاهی نزدیک به ۷۰۰۰۰ سرباز که از افرادی ناهمگن تشکیل شده بودند با ۳۰۰۰۰ سرباز رومی رو به رو شد.

## پیامد
این جنگ سبب شد که آنتیوخوس سوم از تمامی متصرفات خود در آسیای کوچک و اروپا به نفع رومیان چشم بپوشد و یپمان صلح آپامای (Apamea) را امضا کند. بر اساس این پیمان مقرر شد که او در طی ۱۲ سال ۱۵۰۰۰ تالان بپردازد، تمامی فیل‌های جنگی و ناوگان دریایی خود را نیز از میان ببرد و به رومی‌ها گروگان‌هایی از جمله فرزند خود، آنتیوخوس چهارم بدهد. بعد از این جنگ منطقهٔ تحت تصرف او محدود به میان‌دورود، غرب ایران و سوریه شد.